# De grote golf van Kanagawa
Onder de golf voor de kust van Kanagawa (Japans: 神奈川沖浪裏, Kanagawa-oki nami-ura), meestal kortweg De grote golf genoemd, is een houtsnede (ukiyo-e) van de Japanse kunstenaar Katsushika Hokusai uit circa 1830-1831. Het is het eerste stuk van de Zesendertig gezichten op de berg Fuji en het bekendste werk van Hokusai.
Op het kunstwerk zijn enkele boten te zien die op een zee van reusachtige golven proberen te varen. De grootste golf dreigt de roeiers te vermorzelen. In deze golf is een monster met klauwen te zien, dat de kracht van de natuur verbeeldt maar ook de kracht van de roeiers. Mogelijk moet deze golf een tsunami voorstellen, maar gezien de vorm is het dat niet. De streek rond Kanagawa (aan de baai van Tokio) werd in de 15e eeuw weliswaar verwoest door een tsunami, maar Hokusais vorm doet eerder denken aan een monstergolf op volle zee, zoals deze ook onder laboratoriumcondities gecreëerd worden.
Op de achtergrond staat de berg Fuji, die in alle 36 kunstwerken terugkomt. De berg is mogelijk ook uitgebeeld in de golf op de voorgrond.
Van de houtsnede zijn mogelijk tussen de 8.000 en 10.000 afdrukken gemaakt, waarvan ongeveer 150 exemplaren bewaard zijn gebleven. Zo zijn er exemplaren te vinden in de collecties van het Metropolitan Museum of Art in New York, het British Museum in Londen, het huis van Claude Monet in Giverny, het Rijksmuseum Amsterdam en het Centre Céramique in Maastricht.
Het stuk meet 25,7 cm bij 37,8 cm en bestaat uit 9 verschillende lagen. Het is afgedrukt in Pruisisch blauw.

## Varia
In september 2019 werd een originele afdruk bij venduhuis De Eland in Amsterdam voor 130.000 euro afgehamerd.

## Galerij

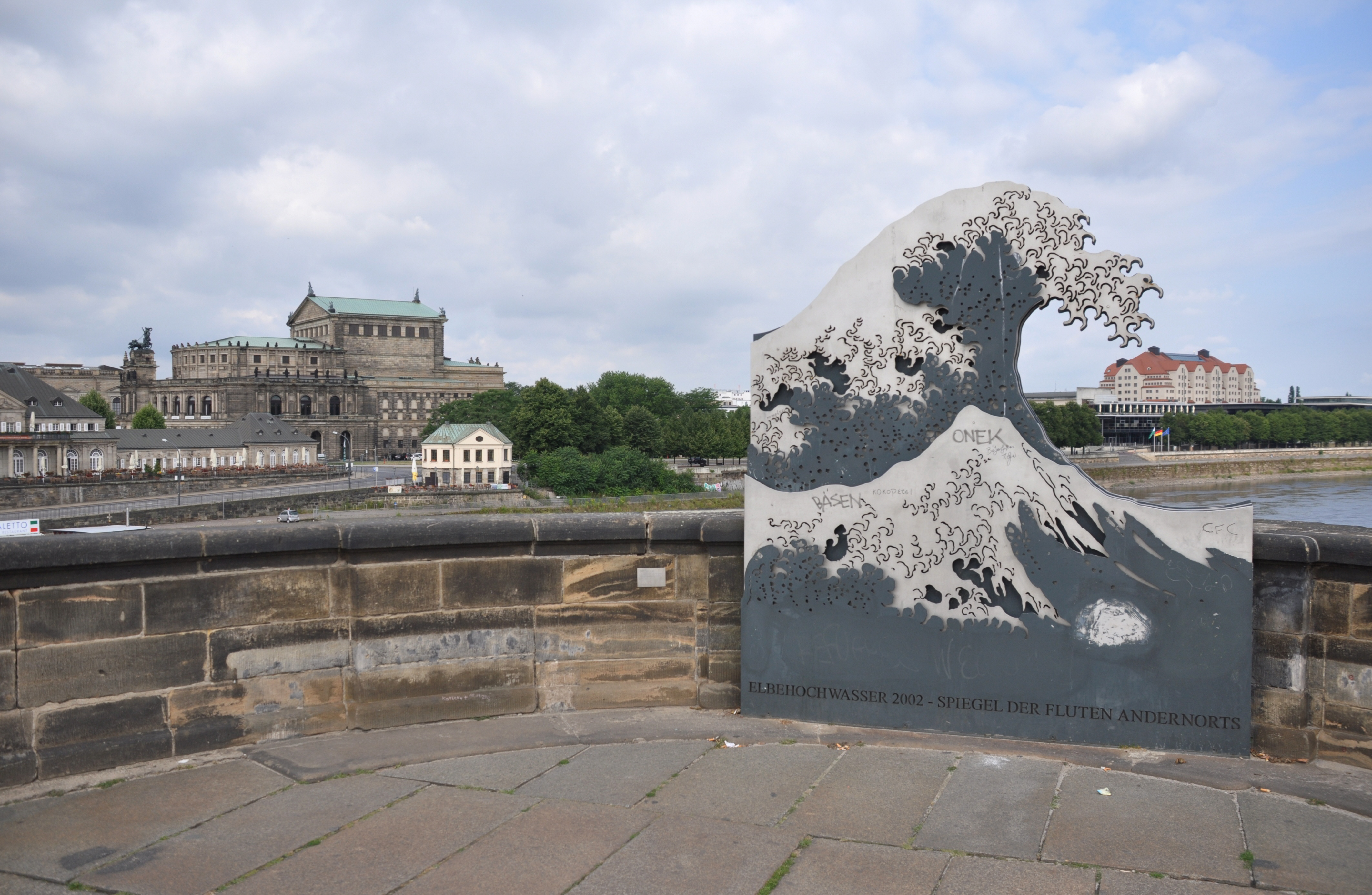
De afbeelding als monument voor de overstroming van Dresden in 2002
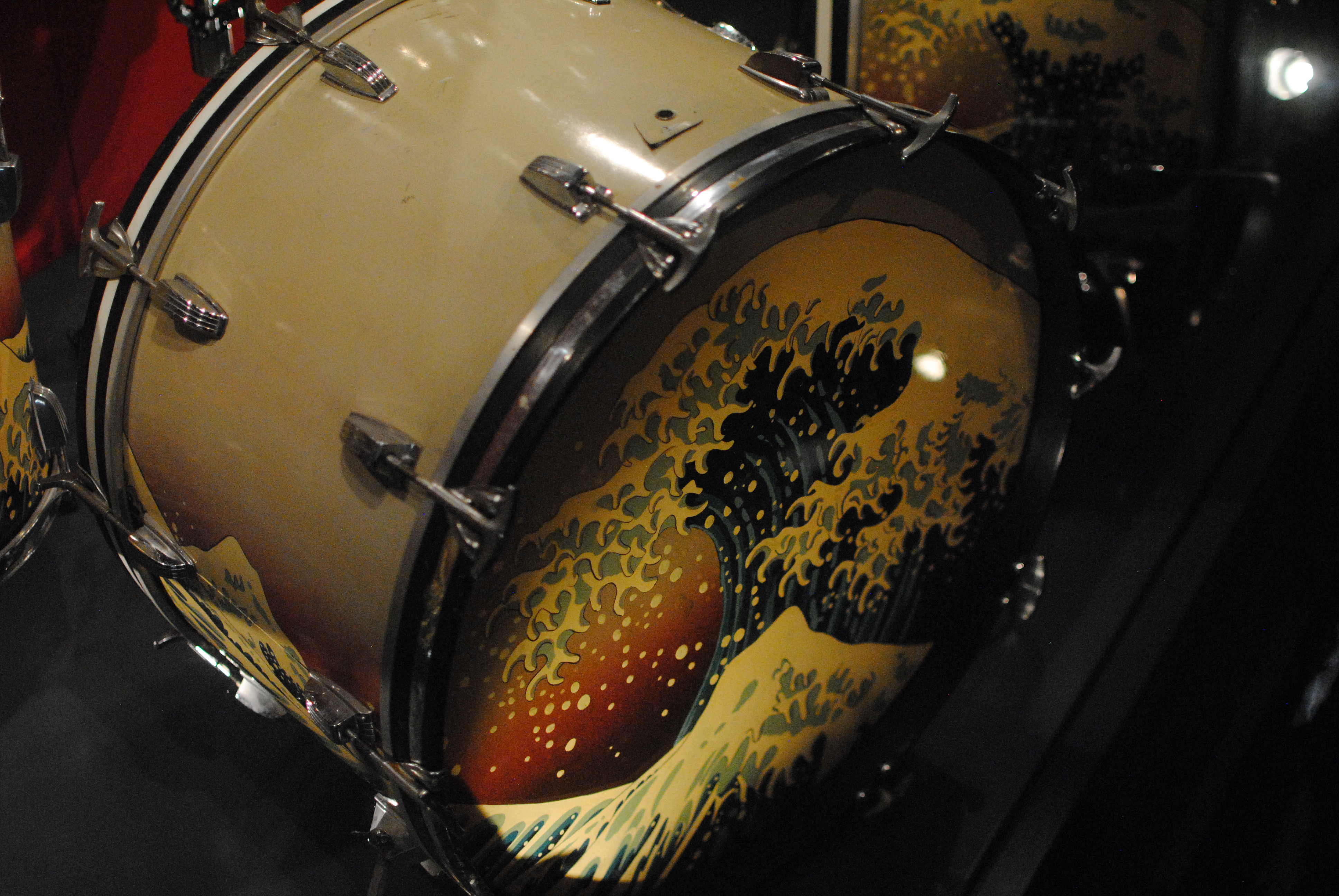
De afbeelding op het drumstel van Pink Floyd
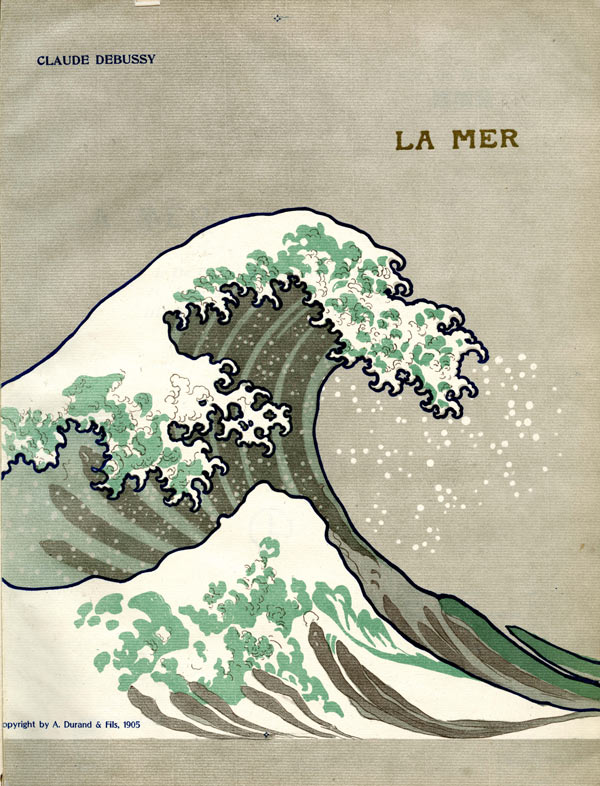
De afbeelding als omslag voor La Mer van Claude Debussy
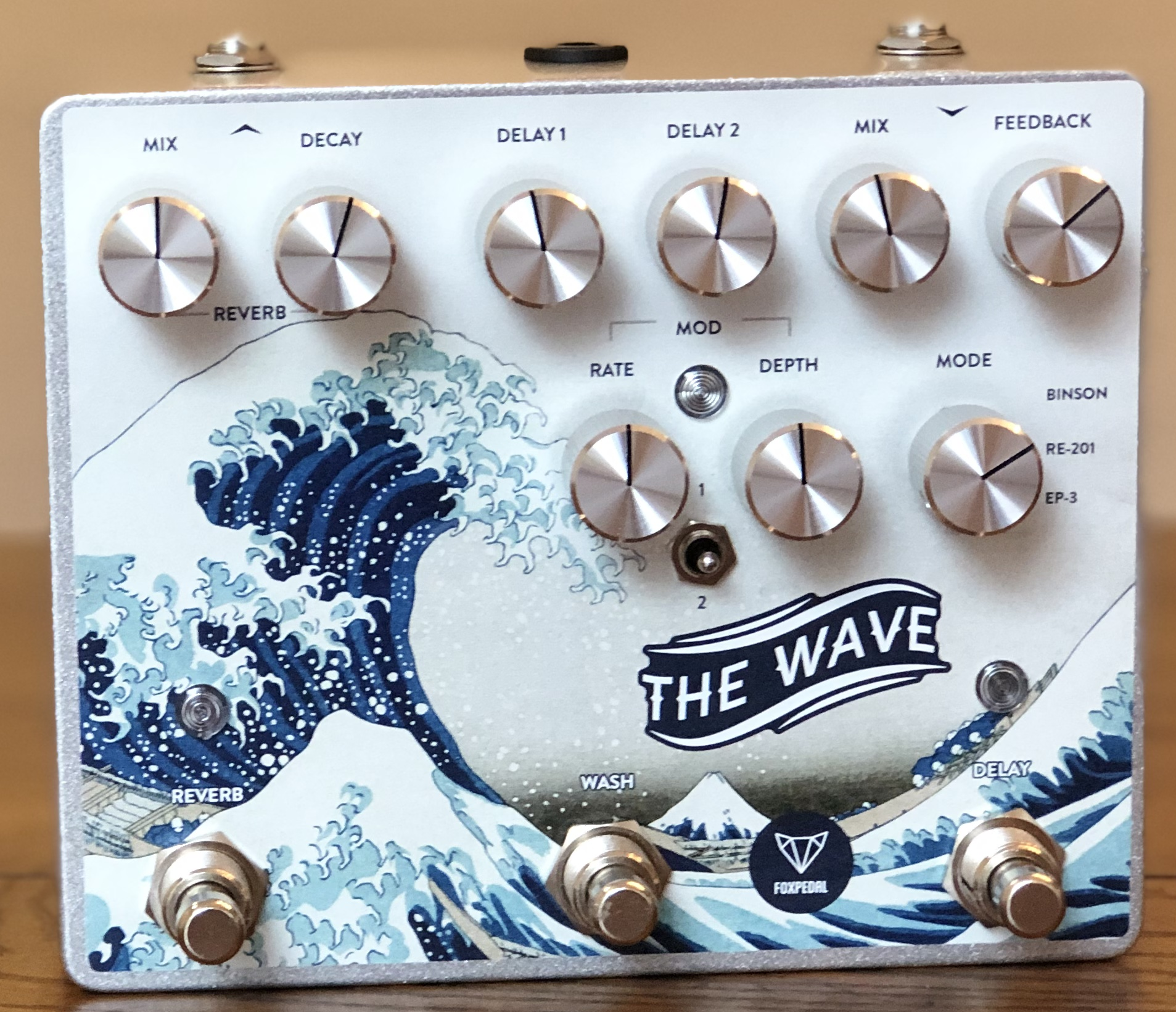
De afbeelding op een gitaarpedaal
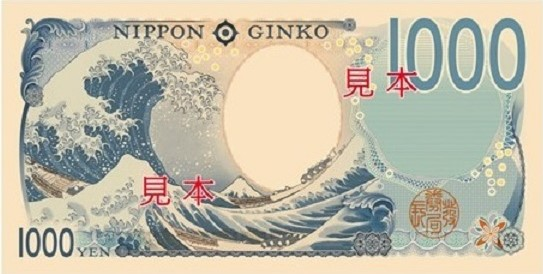
Voorkant van een bankbiljet van 1.000 Yen (vanaf 2024)